# Friedrich Wilhelm Kast (Politiker)
Friedrich Wilhelm Kast (* 21. Januar 1809 in Stockstadt am Rhein; † 8. Juni 1873 in Darmstadt) war ein hessischer Holzhändler und Politiker und Abgeordneter der 2. Kammer der Landstände des Großherzogtums Hessen.

## Leben
Friedrich Wilhelm Kast war der Sohn des Holzhändlers Ernst Wilhelm Kast (1777–1818) und dessen Ehefrau Elisabetha Katharina, geborene Schneider (1780–1821). Kast, der evangelischen Glaubens war, war Holzhändler in Darmstadt und heiratete Anna Maria geborene Pfülb (1814–1906).
Von 1862 bis 1866 gehörte er der Zweiten Kammer der Landstände an. Er wurde für den Wahlbezirk Starkenburg 13/Gernsheim gewählt. In den Ständen vertrat er liberal-konservative Positionen.